# Martin Pospíšil (Eishockeyspieler)
Martin Pospíšil (* 19. November 1999 in Zvolen) ist ein slowakischer Eishockeyspieler, der seit April 2019 bei den Calgary Flames aus der National Hockey League (NHL) unter Vertrag steht und dort auf der Position des Centers spielt.

## Karriere
Martin Pospíšil begann seine Karriere im heimischen Zvolen, ehe er zusammen mit seinen Eltern nach Österreich zog, um in der RB Hockey Academy spielen zu können. Im Sommer 2017 folgte der Schritt zu den Sioux City Musketeers aus der US-amerikanischen Junioren-Liga United States Hockey League (USHL). In seinen zwei Spielzeiten dort überzeugte er durch offensive Produktivität – in 93 Spielen gelangen ihm 100 Scorerpunkte – und durch seine aggressive Spielweise, wodurch die Calgary Flames aus der National Hockey League (NHL) auf den jungen Slowaken aufmerksam wurden und ihn im NHL Entry Draft 2018 in der vierten Runde auswählten.
Vor dem Beginn der Saison 2019/20 unterschrieb Pospíšil einen dreijährigen Einstiegsvertrag bei den Flames. Zunächst wurde er ausschließlich bei den Stockton Heat bzw. Calgary Wranglers, den Farmteams der Calgary Flames aus der American Hockey League (AHL), eingesetzt. Im Jahr 2020, als wegen der COVID-19-Pandemie der Spielbetrieb in der AHL ausgesetzt wurde, verliehen die Flames Pospíšil an den HC Košice aus der slowakischen Extraliga. Im Anschluss an seine Leihe plagten den Center mehrere Gehirnerschütterungen und eine Knieverletzung, sodass er zwischen 2021 und 2023 zu lediglich 67 Einsätzen für die Heat bzw. Wranglers kam.
In der Saison 2023/24 wurde Martin Pospíšil zum ersten Mal in den NHL-Kader der Calgary Flames berufen. Bei seinem Debüt gegen die Seattle Kraken am 3. November 2023 erzielte Pospíšil sein erstes Tor in der Liga. Seine erste Saison in der NHL schloss er mit 24 Punkten, davon 8 Tore, ab und etablierte sich in weiterer Folge im NHL-Aufgebot der Flames.

### International
Bei der U18-Weltmeisterschaft 2017 wurde Martin Pospíšil zum ersten Mal für die slowakische Nationalmannschaft nominiert. In vier Einsätzen bei dem Turnier blieb er ohne Scorerpunkt. Zwei Jahre später bei der Weltmeisterschaft der U20-Junioren 2019 erzielte er in fünf Spielen zwei Assists.
Nach seiner erfolgreichen Debütsaison in der NHL wurde Pospíšil bei der Weltmeisterschaft 2024 zum ersten Mal in den Kader der Herren-Nationalmannschaft nominiert. In sieben Spielen schoss er drei Tore und bereitete vier weitere vor. Beim letzten Gruppenspiel gegen Schweden verletzte sich Pospíšil, sodass er im Viertelfinale, das gegen Kanada verloren ging, nicht zum Einsatz kam. Dennoch stand er im September 2024 bei der Qualifikation für die Olympischen Winterspiele 2026 abermals im slowakischen Aufgebot.

## Karrierestatistik
Stand: Ende der Saison 2024/25

### International
Vertrat die Slowakei bei:
- U18-Junioren-Weltmeisterschaft 2017
- U20-Junioren-Weltmeisterschaft 2019
- Weltmeisterschaft 2024
- Qualifikationsturnier für die Olympischen Winterspiele 2026

(Legende zur Spielerstatistik: Sp oder GP = absolvierte Spiele; T oder G = erzielte Tore; V oder A = erzielte Assists; Pkt oder Pts = erzielte Scorerpunkte; SM oder PIM = erhaltene Strafminuten; +/− = Plus/Minus-Bilanz; PP = erzielte Überzahltore; SH = erzielte Unterzahltore; GW = erzielte Siegtore; 1 Play-downs/Relegation; Kursiv: Statistik nicht vollständig)

## Familie
Martins Bruder Kristián Pospíšil ist ebenfalls professioneller Eishockeyspieler. Er spielt beim HC Kometa Brno in der tschechischen Extraliga und war bei den Olympischen Winterspielen 2022 Mitglied der Nationalmannschaft, als die Slowakei die Bronzemedaillen gewann.